# Rimbey-Rocky Mountain House-Sundre
Circonscription électorale provinciale du Canada
Rimbey-Rocky Mountain House-Sundre (auparavant Rocky Mountain House) est une circonscription électorale provinciale de l'Alberta (Canada), située dans le centre-ouest de la province. La plus grande ville dans la circonscription est Rocky Mountain House. Son député actuel est Jason Nixon du Parti Wildrose.

## Liste des députés
| Années                             | Années               | Député               | Parti politique           |
| Rocky Mountain House               | Rocky Mountain House | Rocky Mountain House | Rocky Mountain House      |
| ---------------------------------- | -------------------- | -------------------- | ------------------------- |
|                                    | 1940 - 1944          | Alfred Hooke         | Créditiste                |
|                                    | 1944 - 1948          | Alfred Hooke         | Créditiste                |
|                                    | 1948 - 1952          | Alfred Hooke         | Créditiste                |
|                                    | 1952 - 1955          | Alfred Hooke         | Créditiste                |
|                                    | 1955 - 1959          | Alfred Hooke         | Créditiste                |
|                                    | 1959 - 1963          | Alfred Hooke         | Créditiste                |
|                                    | 1963 - 1967          | Alfred Hooke         | Créditiste                |
|                                    | 1967 - 1971          | Alfred Hooke         | Créditiste                |
|                                    | 1971 - 1975          | Helen Hunley         | Progressiste-conservateur |
|                                    | 1975 - 1979          | Helen Hunley         | Progressiste-conservateur |
|                                    | 1979 - 1982          | John Campbell        | Progressiste-conservateur |
|                                    | 1982 - 1986          | John Campbell        | Progressiste-conservateur |
|                                    | 1986 - 1989          | John Campbell        | Progressiste-conservateur |
|                                    | 1989 - 1993          | Ty Lund              | Progressiste-conservateur |
|                                    | 1993 - 1997          | Ty Lund              | Progressiste-conservateur |
|                                    | 1997 - 2001          | Ty Lund              | Progressiste-conservateur |
|                                    | 2001 - 2004          | Ty Lund              | Progressiste-conservateur |
|                                    | 2004 - 2008          | Ty Lund              | Progressiste-conservateur |
|                                    | 2008 - 2012          | Ty Lund              | Progressiste-conservateur |
| Rimbey-Rocky Mountain House-Sundre |                      |                      |                           |
|                                    | 2012 - 2014          | Joe Anglin           | Wildrose                  |
|                                    | 2014 - 2015          | Joe Anglin           | Indépendant               |
|                                    | 2015 - (actuel)      | Jason Nixon          | Wildrose                  |